# Shimon ben Gamaliel II
Shimon ben Gamliel II (en hebreo: רבן שמעון בן גמליאל השני) fue un rabino que vivió a principios del siglo II alrededor del año 100 después de Cristo. Shimon ben Gamaliel II era un integrante de la tercera generación de los sabios Tanaim, y fue el Presidente y el Príncipe (Nasí) del Sanedrín.

## Biografía
Cuando era joven, Shimón ben Gamaliel II estuvo en Betar, durante la Rebelión de Bar Kojba, pero cuando los romanos tomaron esa fortaleza, Shimón logró escapar de la masacre. En la restauración de la academia rabínica de Usha, Shimón fue elegido su presidente, y esta dignidad le fue otorgada a él, no solo porque era un descendiente de la casa de Hillel, sino en reconocimiento a su valor e influencia personal. Había muchos niños en su familia, la mitad de los cuales estaban instruidos en la Torá, y la otra mitad en la filosofía griega.
El mismo Shimón parece haber sido instruido en la filosofía griega, esto probablemente puede explicar su declaración posterior de que las Sagradas escrituras pueden estar escritas en tanto en griego, como en hebreo, o en arameo.
Parece que Shimón también estudió ciencias naturales, ya que algunos de sus dichos revelan un conocimiento científico de la naturaleza de las plantas, y de los animales, mientras que los otros se refieren a la anatomía del cuerpo humano, y a los medios para evitar y curar las enfermedades.
No se sabe quiénes fueron sus maestros en la Halajá. Shimón mencionó dichos del Rabino Judah bar Ilai, del Rabino Meir Baal HaNess, y del Rabino Jose bar Halafta. Este último nombrado fue honrado como maestro por Shimón, le formuló diversas preguntas, y puso en práctica muchas de sus decisiones. Durante el patriarcado de Shimón, los judíos fueron acosados por persecuciones y por opresiones diarias. 
Los asuntos internos judíos fueron firmemente organizados por el Rabino Shimon ben Gamaliel II. Así mismo el patriarcado obtuvo bajo su mandato un grado de honor previamente desconocido. Mientras que anteriormente solo dos personas, el Nasí y el Av Bet Din, presidían el Sanedrín, Shimón estableció el cargo adicional de Jajam, con una autoridad igual a los demás, y nombró al Rabino Meir Baal HaNess, para ejercer el nuevo cargo. Sin embargo, para incrementar la dignidad del mandato patriarcal, y hacer posible la unión de los puestos de presidente del tribunal rabínico y Jajam, Shimón emitió una orden en el sentido de que los honores antes otorgados por igual al Nasí y al presidente del tribunal (Av Bet Din), en lo sucesivo se reservarían para honrar al Patriarca y al Príncipe (Nasí), mientras que a los honores menores serían otorgados al presidente del tribunal rabínico (Bet Din) y al Jajam. 
Con esta decisión, Shimón se ganó en la enemistad del Rabino Meir, el Jajam y el Rabino Natán, el Av Bet Din. Shimón había hecho este arreglo, no por motivos personales, sino para aumentar la autoridad de la institución que presidían los Nasís, y para promover el debido respeto por el aprendizaje. Su humildad personal se evidencia por sus dichos a su hijo Yehudah Hanasí, así como por los dichos de este último. Su lugar de enterramiento tradicional se encuentra en Kfar Manda, en la Baja Galilea.

## Enseñanzas legales
En los asuntos legales, Shimón se inclinó hacia una interpretación indulgente de las leyes, y evitó aumentar las dificultades para cumplir con su observancia. En muchos casos en que un acto, en sí mismo no estaba prohibido por la ley bíblica, más tarde era prohibido simplemente por temor a que pudiera conducir a nuevas transgresiones, Shimón lo declaró permisible, ya que el rabino opinaba que el miedo no debía ser admitido como un factor determinante al tomar una decisión. 
De sus opiniones legales, se han conservado alrededor de 30 relacionadas con las regulaciones del Shabat y 15 referidas al séptimo año, en casi todas las cuales es evidente la liberalidad de sus puntos de vista. Siempre tomó en cuenta el sentido común, y con frecuencia sostenía que la decisión final debe seguir la tradición común. Los hábitos del individuo también deben ser considerados.
En sus disposiciones legales sobre el matrimonio, Shimón dispuso ciertas regulaciones para proteger los derechos y la dignidad de la esposa, frente a las legítimas reclamaciones de su marido. Shimón se esforzó por proteger a los esclavos, y para asegurarles ciertos derechos. Shimón sostuvo que la voluntad de la comunidad era más importante que los intereses y los derechos del propio individuo, y que este último debía sacrificarse por el bien de su comunidad. Se esforzó especialmente para mantener la autoridad de los magistrados, según su opinión, las decisiones de un tribunal de justicia deben ser respetadas, aunque se cometan a veces pequeños errores, de lo contrario la dignidad y la credibilidad del tribunal serían cuestionadas.
Las decisiones de Shimón se basan principalmente en el buen sentido común y en una relación íntima con los temas tratados y, con tres excepciones, sus opiniones, según lo establecido en la Mishná, han sido aceptadas como válidas. A menudo cita las condiciones del pasado, que probablemente aprendió de las tradiciones de su casa, y que son muy importantes para el conocimiento de las costumbres y hábitos más antiguos. Habla de las antiguas celebraciones festivas que tenían lugar en Jerusalén, el 15 de Av, y el Yom Kipur, de las costumbres seguidas allí, en las comidas cuando los invitados estaban presentes, del trabajo en las piscinas de Siloah, de la naturaleza del contrato matrimonial (ketubá), y de la carta de divorcio (guet).
Shimon elogió a los samaritanos por observar los mandamientos (mitzvot) del Pentateuco que estos recibieron, más estrictamente que los propios israelitas. La Biblia hebrea en muchos lugares debe ser entendida de una manera no literal.

## Frases célebres
"Grande es la paz, el sacerdote Aarón era famoso porque buscaba la paz".
"La justicia se debe impartir tanto los no judíos, como a los judíos.
"Los judíos deben tener la opción de poder ser juzgados por un tribunal judío".